# ディズニーぱれーど
『ディズニーぱれーど』（The Mouse Factory）は、アメリカ合衆国のテレビ番組。製作はウォルト・ディズニー・カンパニー。

## 概要
アメリカでの内容はバラエティ番組と短編映画のセット。ディズニーランドのキャラクター（ミッキーマウス、ドナルド・ダック、グーフィー、白雪姫たちなど）がタイムカードを押して入場し、最後にチャールズ・ネルソン・ライリー、ジョン・ウォーリー、ウォーリー・コックス、ジョニー・ブラウン、フィリス・ディラー、ジョー・フリン、アネット・フニセロ、シャーリー・ルイス、ハッシュ・パピー、ラム・チョップ、ドム・デルイーズ、ドン・クノッツなどと言った多くの有名な俳優、女優が司会として今日のテーマを語り、テーマに沿った内容のままお送りする番組構成だった。
アメリカではシンジケートとして1972年1月26日から1973年3月5日にかけて地方局で放送、1980年代と1990年代にはアメリカのディズニー・チャンネルで再放送された。
複数の画面で映し出される『ミッキーのダンス』（エンディング）で早回しで使われている曲は、1929年公開の短編映画『ミッキーのフォーリーズ（Mickey's Follies）』の挿入歌でもあった「ミニーのユー・フー!（Minnie's Yoo Hoo）」が使用された。
日本では日本語の歌詞が付けられたものが、オープニング（歌：ザ・スウィンガーズとディズニー・パレード・バンド）および、エンディング（歌：ディズニー・パレード・バンド）で使用されている。

## 日本での放送
日本では1973年4月6日から1974年1月4日までNETテレビ（現在のテレビ朝日）、1976年4月から12月まで東京12チャンネル（現在のテレビ東京）で放送された。東京12チャンネルでの放送に新規エピソードはない。

### 担当吹替声優
- 小原乃梨子[2]
- 加藤みどり[2]
- 天地総子[2]
- 大泉滉[2]
- 大石伍郎[2]
- 服部マリ[2]
- ナレーター：熊倉一雄[2]

### 放送時間
NETテレビ版（全39話）
金曜 17時50分 - 18時20分（1973年4月6日 - 9月28日）※26話分
金曜 17時45分 - 18時45分（1973年10月5日 - 1974年1月4日）※13話分
東京12チャンネル版（3クール）
火曜 19時00分 - 19時30分（1976年4月6日 - 6月29日）
金曜 19時00分 - 19時30分（1976年7月2日 - 12月24日。7月23日・30日はモントリオールオリンピック中継のため休止。）

### 放送局
- NETテレビ（現 - テレビ朝日）
- 毎日放送金曜18:00 - 18:30[6][7]
- 瀬戸内海放送 土曜18:00 - 18:30、最終回のみ非ネット[8]
- 北陸放送（1975年頃）